# Terrence Loves You (пісня)
«Terrence Loves You» — пісня американської співачки та авторки пісень Лани Дель Рей. Композиція вийшла 21 серпня 2015 року як перший промо-сингл з альбому Honeymoon. У пісні згадується вигаданий персонаж Майор Том, створений британським виконавцем Девідом Бові для композиції «Space Oddity». 
За словами співачки, «Terrence Loves You» є її фаворитом з Honeymoon, оскільки вона "джазова".

## Історія створення та реліз
20 серпня 2015 Лана Дель Рей оголосила список композицій альбому Honeymoon, що містить чотирнадцять треків, включаючи «Terrence Loves You» під третім номером. У той же день стала доступна «Гаряча лінія Honeymoon», в рамках якої з серпня по вересень 2015 року, зателефонувавши за номером «1-800-268-7886», можна було почути уривки треків «Terrence Loves You» та «Burnt Norton (Interlude)». Наступного дня, пісня стала доступна для цифрового завантаження в iTunes та прослуховування на YouTube. Авторами виступили сама виконавиця та Рік Ноуелс; обидва також продюсували трек за участю Кіерона Мензієса.
Фотографію для обкладинки зробила сестра Дель Рей, Чак Грант. 8 вересня того ж року, за десять днів до випуску платівки, вийшов рекламний ролик Honeymoon, в якому прозвучали уривки «Terrence Loves You», «Music To Watch Boys To», «Freak» та «High by the Beach».

## Відеокліп
20 серпня 2015 у своєму офіційному акаунті в Instagram Лана Дель Рей опублікувала мінітизер до кліпу. У ньому вона їде в червоному капелюсі в машині і разом з нею їде знаменитий фотограф Ніл Крюг. Так само відео є рекламою альбому. 21 серпня 2015 пісня стала доступна в форматі аудіо на каналі LanaDelReyVEVO на YouTube.

## Чарти
| Чарт (2015)                          | Найвища позиція |
| ------------------------------------ | --------------- |
| France (SNEP)                        | 128             |
| UK Singles (Official Charts Company) | 188             |